# Kalpak

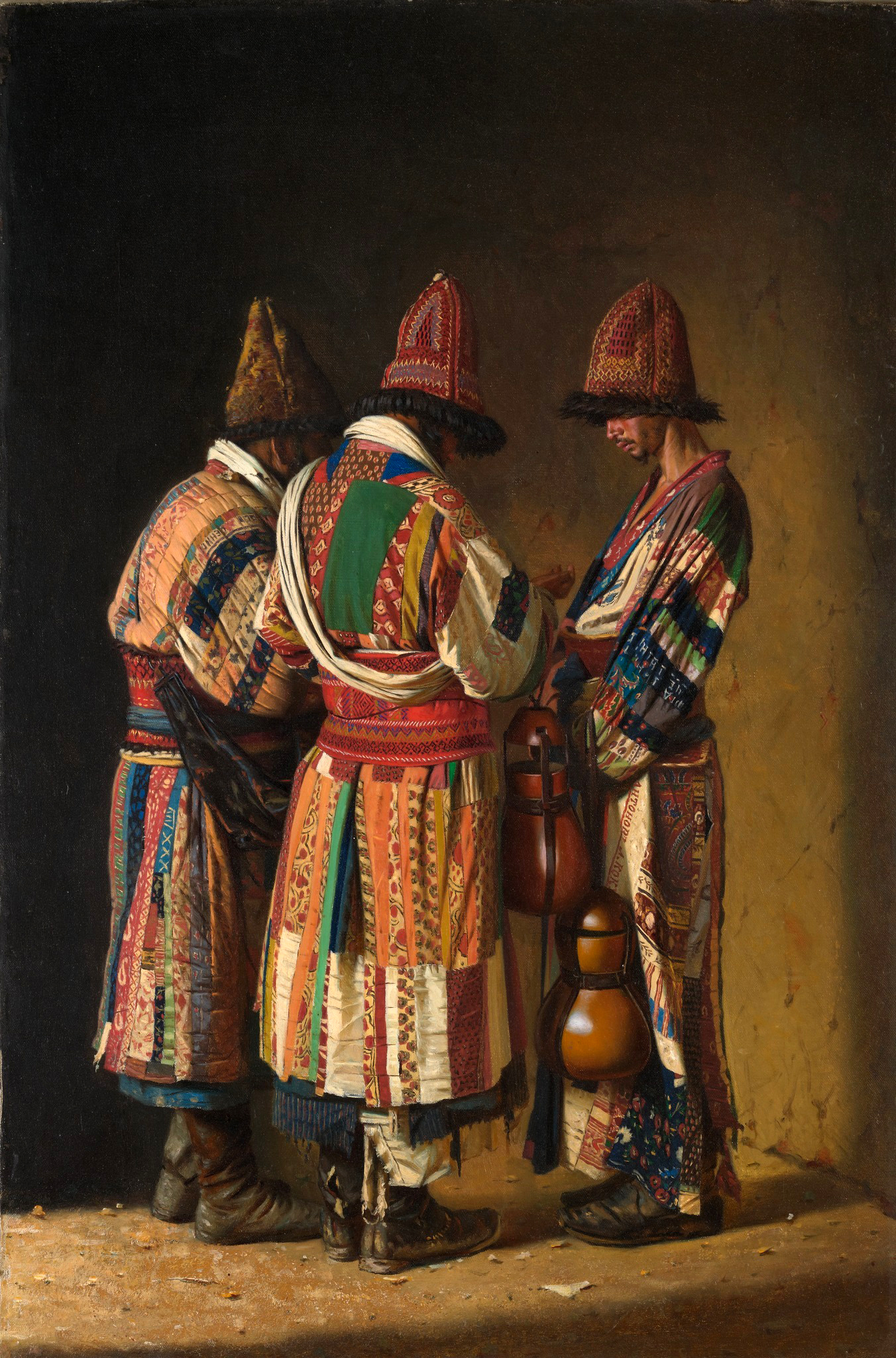
Derviches, par Vereshchagin

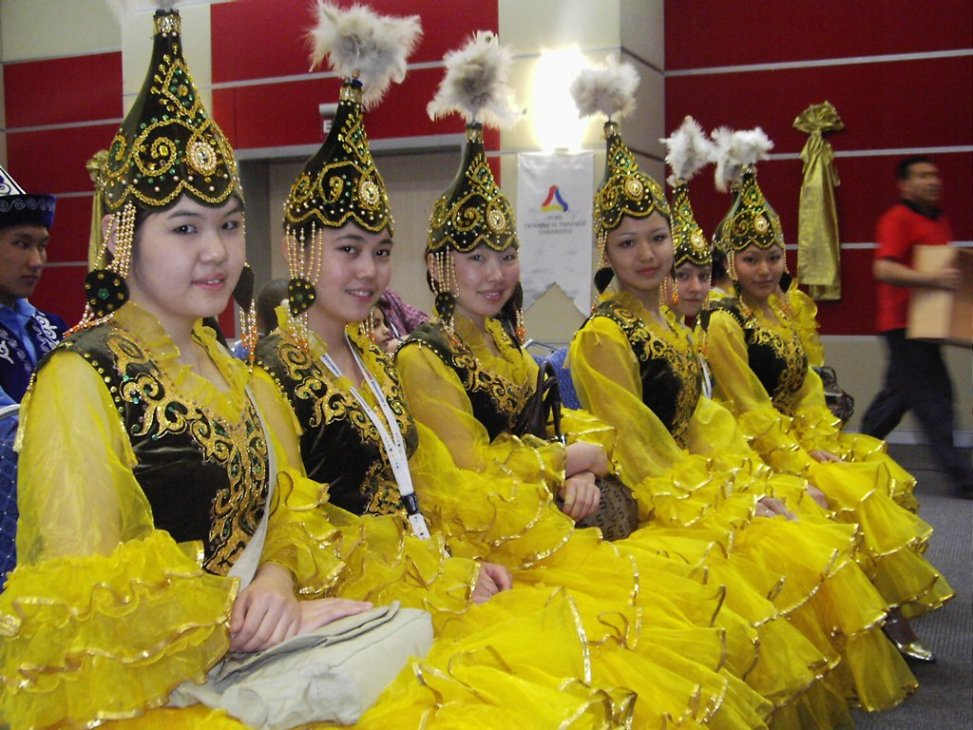
Couvre-chef traditionnel de femme célibataire au Kazakhstan, au Karakalpakstan et au Kirghizistan

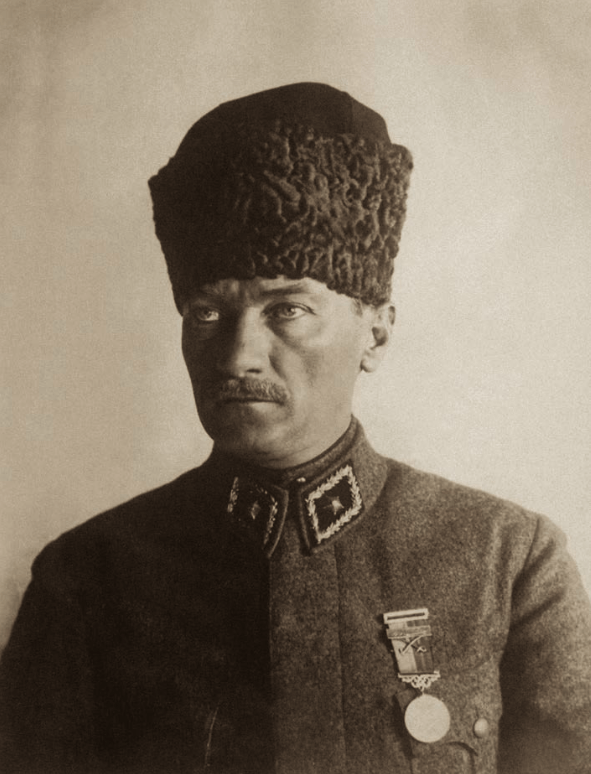
Atatürk portant un kalpak à la turque

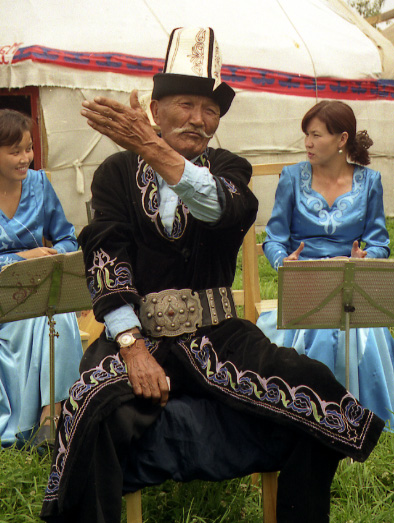
Un Manaschi kirghize porte un kalpak blanc pour une occasion spéciale

Calpack, kalpak ou qalpaq (du turc : kalpak kaɫˈpak  ; kazakh : қалпақ    , kirghize : калпак    , tous les deux    ; bulgare : калпак ; grec moderne : καλπάκι    ( kalpaki ); polonais : kołpak ; ukrainien : ковпак    , kovpak  ) est une casquette à haute couronne (généralement en feutre ou en peau de mouton) portée par les hommes en Turquie, en Ukraine, dans les Balkans et dans toute l'Asie centrale et le Caucase. 
Le kalpak est utilisé pour garder la tête au chaud en hiver et pour protéger du soleil en été. Il existe différents kalpaks pour différentes saisons, les kalpaks utilisés en hiver étant plus épais et ceux utilisés en été plus minces mais plus larges à des fins d'ombrage.
Il existe de nombreux styles de kalpak. Ils peuvent généralement être pliés à plat pour être conservés ou transportés lorsqu'ils ne sont pas portés. Le bord peut être tourné tout autour. Parfois, il y a une coupure dans le bord de sorte qu'un pic à deux pointes peut être formé. Les blancs unis sont souvent réservés aux festivals et aux occasions spéciales. Ceux destinés à un usage quotidien peuvent avoir une doublure en velours noir. Dans les cultures turques d'Asie centrale, elles ont une forme effilée qui ressemble à une montagne, plutôt qu'aux kalpaks cylindriques de Turquie.
Le mot kalpak est également une composante de l'ethnonyme d'un groupe turc de parenté incertaine : les « Karakalpaks » (littéralement "kalpak noir" en Karakalpak). 

### Note
1. ↑  Polish phonetical adaptation